# Paprec
El grupo Paprec también conocido simplemente como Paprec es una empresa francesa especializada en la gestión de residuos industriales y domésticos y en el reciclaje. Fundada en 1994 por su actual presidente, Jean-Luc Petithuguenin, tiene su sede en París (Francia).
En 2023, el grupo Paprec opera en Francia y en diez países de Europa, Africa y Asia y recolecta dieciséis millones de toneladas de residuos, los cuales son procesados en sus 300 instalaciones o plantas. La empresa emplea a 16.000 personas y sus ingresos totales superaron los 3 000 millones de euros en 2023. Actualmente, es la principal empresa de reciclaje en Francia y la tercera más grande en gestión de residuos y recuperación de energía.

## Historia
En 1994, Jean-Luc Petithuguenin, director de la Compagnie Générale des Eaux, decidió adquirir Paprec al grupo por 3 millones de euros. En ese momento, Paprec empleaba a 45 personas y tenía unos ingresos de 5 millones de euros.
En 2000, Paprec anunció un cambio entre sus accionistas. Los bancos que se habían incorporado al capital de la empresa (Crédit Agricole en 2000 y Société Générale en 2003), fueron sustituidos por BNP Paribas, Caisse des dépôts et consignations y Banque Populaire que juntos adquirieron el 35% del capital de la empresa y fortalecieron su capacidad financiera. Jean-Luc Petithuguenin, el fundador y director ejecutivo de la empresa, también aumentó su participación al 40%.
En ese momento, el grupo Paprec empleaba a 1.100 personas, con ingresos totales de 200 millones de euros, y había adquirido 45 empresas desde su creación. Sin embargo, dos tercios de sus ingresos proceden del crecimiento orgánico, vinculado a la diversificación de sus actividades.
Originalmente especializada en el reciclaje de papel, actividad de la que deriva su nombre, la empresa se expandió a otras actividades del reciclaje como el reciclaje de plástico, residuos industriales, recogida selectiva de basura y reciclaje de madera.
El holding de Bernard Arnault, Financière Agache, en asociación con el banco Rothschild y Quilvest, adquiere el 37% de las acciones de Paprec en 2008, mientras que Jean-Luc Petithuguenin conservó la mayoría del capital. En ese momento, Paprec alcanzaba un volumen de negocio de 320 millones de euros y empleaba a más de 2 000 personas.
En 2012, Paprec completa su cuarta ronda de la financiación por 100 millones de euros, lo que permitió la entrada del fondo soberano de inversión francés Fonds stratégique d'investissement en su capital y su adquisición del 25%. En esa ocasión, Jean-Luc Petithuguenin también aumentó su control al llegar al 65%, tras adquirir la mayoría de las acciones en manos del holding de Bernard Arnault, así como todas las acciones de los fondos de inversión Quilvest y del banco Rothschild.
Paprec fue una de las primeras empresas francesas en emitir bonos verdes en 2015, un instrumento financiero desarrollado específicamente para facilitar la transición ecológica, por un importe total de aproximadamente 500 millones de euros.
En 2017, Jean-Luc Petithuguenin y su familia todavía siguen siendo propietarios del 70% de la empresa, mientras que el 30% restante está en manos de Bpifrance, el nuevo fondo soberano de Francia. En ese momento, Paprec genera unos ingresos totales de 1.500 millones de euros y cuenta con 8.000 empleados. Al año siguiente, Paprec recaudó 1.000 millones de euros, de los cuales 800 millones de euros fueron a través de bonos verdes y 200 millones de euros a través de préstamos bancarios para financiar su crecimiento orgánico y externo.
En junio de 2019, Paprec inaugura su nueva sede en el sitio en el que se encontraba su sede histórica, La Courneuve, Sena-Saint Denis, tras 18 meses de construcción y una inversión de 8 millones de euros. El nuevo complejo tiene una superficie de 4 200 metros cuadrados. Pocos meses después, Jean-Luc Petithuguenin nombró a sus hijos, Sébastien, como director ejecutivo, y a Mathieu, como gerente general, mientras que él mantuvo su posición como presidente.
En ese momento, Paprec contaba con 9 000 empleados en sus 210 ubicaciones en Francia. También es la primera empresa de reciclaje en Francia, con unos ingresos totales de aproximadamente 1.500 millones de euros.
En 2021, Paprec volvió a recaudar fondos a través de bonos verdes, por un total de 450 millones de euros, con el objetivo de financiar su crecimiento y alcanzar una facturación de 2.000 millones de euros para finales del año. Mientras tanto, el grupo completó la adquisición de TIRU, una empresa especializada en la recuperación de energía a partir de residuos.
Ese mismo año, nuevos accionistas se unieron a la empresa: Vauban Infrastructures Partners (Natixis) y Crédit Agricole que se unieron a los accionistas históricos existentes: Bpifrance, BNP Paribas y Arkea. Jean-Luc Petithuguenin y su familia siguen siendo los principales accionistas de la empresa.
Paprec es un líder francés de la economía circular, con 16.000 empleados, trescientas sucursales en doce países y una facturación de 3.000 millones de euros.

## Desarrollo en España
Paprec también expandió su presencia en España en 2021 a través de la adquisición de cinco pequeñas empresas. El grupo ha iniciado su proceso de internacionalización en España por dos razones: en primer lugar, porque el mercado todavía está muy fragmentado, con un gran número de empresas que operan a nivel local; y en segundo lugar, porque el mercado del reciclaje está creciendo rápidamente, lo que abre nuevas oportunidades para ganar licitaciones de las autoridades locales, como ha podido hacer en los últimos años en Montserrat (Valencia), Alhaurín de la Torre (Málaga) y Salobreña (Granada).
Dos años después, la compra del 60% de las acciones de la empresa catalana GBi Serveis completó su establecimiento en el país, haciendo de España su segundo mercado más grande después de Francia. En 2023, Paprec también adquirió CLD, un grupo que gestiona una gran parte de la recolección de residuos de Barcelona. CLD posee cinco centros de clasificación y emplea a alrededor de 1.600 personas. Paprec tiene como objetivo particular a España, ya que el país aún está rezagado en términos de reciclaje y ofrece excelentes perspectivas de desarrollo.

## Organización
A partir de 2024, el grupo Paprec opera en diez países, incluidos Francia, Suiza y Emiratos Árabes Unidos, y recolectará 16 millones de toneladas de residuos, que serán procesados en sus 300 centros de tratamiento. La empresa emplea a 16.000 personas.
En 2023, Paprec cuenta con unas 60 entidades, de las cuales las más importantes son las siguientes:
| Nombre              | Adquisición | Actividades                                  |
| ------------------- | ----------- | -------------------------------------------- |
| Coved Environnement | 2017        | Recogida y reciclaje de residuos domésticos  |
| FCR                 |             | Venta de materias primas                     |
| Paprec Agro         | 2011        | Reciclaje de residuos verdes                 |
| Paprec Métal        |             | Recolección y reciclaje de chatarra          |
| Paprec Switzerland  | 2010        | Recolección y reciclaje de residuos          |
| TIRU                | 2022        | Recuperación de energía a partir de residuos |

## Actividades
El grupo Paprec se dedica al reciclaje y a la gestión de residuos, incluyendo el reciclaje de papel y cartón, residuos industriales ordinarios, residuos de construcción, recolección selectiva de residuos urbanos, plásticos, madera, chatarra, residuos peligrosos o especiales, residuos electrónicos y eléctricos, baterías y residuos verdes.
En Francia, Paprec entró en el sector energético en 2017 y creó una entidad dedicada llamada Paprec Énergies, en 2022. En tercer lugar, Paprec tiene actividades como la digestión anaeróbica de desechos biodegradables para producir fertilizantes y biogás.
Desde su creación, el grupo Paprec patrocina cada año a un artista, permitiéndole expresar su visión sobre el reciclaje. Desde el año 2000, el grupo Paprec ha apoyado a la Ópera de París patrocinando varios óperas y ballets. Desde 2010, el grupo también ha sido el principal patrocinador del Ballet de la Ópera de París.
Desde 2004, el grupo Paprec ha patrocinado al marinero francés Jean-Pierre Dick en los circuitos IMOCA 60 y MOD70, con barcos copatrocinados por Virbac, una empresa de salud animal. También han patrocinado a Yann Eliès en la Route du Rhum 2014 en un barco Ultim 70 llamado Paprec Recyclage. En 2022, el grupo se compromete a un acuerdo de patrocinio de seis años como patrocinador principal de la regata en solitario de Le Figaro y también presta su nombre a la Transat Paprec en doble Concarneau-Saint-Barthélémy como socio titular. Paprec también patrocina el IMOCA de Yoann Richomme para la Vendée Globe 2024-2025.
Paprec también patrocina a otros clubes deportivos y deportes, incluido el equipo de fútbol americano Flash de La Courneuve.
En febrero de 2014, Paprec se convirtió en la primera empresa francesa en adoptar una carta de laicismo y diversidad, que fue votada unánimemente por todos los empleados del grupo. Esto implica que los candidatos que soliciten un puesto en la empresa deben abrazar la diversidad y tener un fuerte espíritu de equipo. El uso de símbolos religiosos conspicuos también está prohibido, lo que ha generado una importante cobertura mediática para la empresa, aunque no exenta de controversia. Esto también llevó a que el alcalde de París a entregar un premio a su CEO, Jean-Luc Petithuguenin.

## Controversias
La empresa ha sido acusada en distintas ocasiones de prácticas fraudulentas, explotación, racismo, represión antisindical que incluye espiar y fotografiar a los empleados, discriminación laboral, maltrato asus empleados, y acoso a los sindicalistas incluyendo despidos injustificados. Las cuentas de las empresas del holding no se publican aunque se financia en parte con dinero de los contribuyentes. Las medidas para ampliar la diversidad de los empleados hace que el 80% de los empleados sean inmigrantes, muchos indocumentados,  que no dominan el idioma francés, trabajan en condiciones peligrosas, son víctimas de chantaje laboral y desconocen sus derechos. 
La Dirección General de Competencia, Consumo y Prevención del Fraude de Francia le impuso a la compañía una multa de 600 mil euros por no abonar las facturas de sus proveedores.En 2021, la revista de investigación de Élise Lucet mostró la otra cara de la moneda de la empresa y las falsedades con respecto al control de residuos. 
En 2022, Jean-Luc Petithuguenin, el presidente de Paprec, fue detenido acusado de corrupción, por un contrato irregular  para la construcción de un centro de clasificación de residuos en Compiègne, Oise,  por un importe estimado en 36 millones de euros.Se vio obligado a renunciar y ser sustituido por su hijo.Esto abrió una investigación judicial por “favoritismo”, “corrupción”, “apropiación ilegal de intereses” y “acuerdo ilícito".